# Thrice
Thrice ist eine US-amerikanische Post-Hardcore-Band, die 1998 im kalifornischen Irvine gegründet wurde.

## Bandgeschichte

### Gründung und erstes Album
Thrice wurde 1998 von den damals 17-jährigen Dustin Kensrue (Gitarre, Gesang) und Teppei Teranishi (Gitarre) während ihrer High-School-Zeit gegründet. Teppei verpflichtete seinen Skater-Freund Eddie Breckenridge für die Bassgitarre, der wiederum seinen Bruder Riley (Schlagzeug) mitbrachte.
In nur zwei Tagen erstellten sie zusammen mit Brian Tochilin ihre erste EP First Impressions in einer Auflage von 1000 Stück. Trotz vieler Bewerbungen blieb ihnen die Möglichkeit für größere Auftritte zunächst verwehrt und sie traten mit ihrer am Skatepunk orientierten Musik vor allem bei kleineren, lokalen Anlässen auf. Ihre ersten Songaufnahmen sind heute im Internet frei verfügbar.
Im April 2000 veröffentlichten Thrice beim Label Greenflag Records ihr erstes Album Identity Crisis, mit dem ihnen ein Achtungserfolg gelang. Während eines Auftritts wurde Labelbetreiber Louis Posen (Hopeless, Sub City) auf die Band aufmerksam und nahm sie unter Vertrag. 2001 wurde Identity Crises wiederveröffentlicht und Posen verpflichtete Thrice als Vorgruppe für Samiam. Tourneen mit Midtown und Hot Rod Circuit folgten.

### Majorvertrag
Ende 2001 gingen Thrice mit Produzent Brian McTernan ins Studio und nahmen das Album The Illusion of Safety auf, welches am 5. Februar 2002 erschien und große Plattenlabels auf sie aufmerksam machte. Thrice entschied sich für Island Records. Die Trennung von Posens Label Sub City sei „schweren Herzens, aber voller Zuversicht“ (Teranishi) erfolgt.
Bereits 2003 erschien das nächste Album The Artist in the Ambulance, welches die Erwartungen des Labels voll erfüllte und auch auf kommerzieller Ebene erfolgreich war.
2004 erschien mit Apple Unplugged-Sessions ein Akustikalbum der Band, welches ausschließlich über iTunes vertrieben wurde.
Im April 2005 veröffentlichte die Band ihre erste DVD If We Could Only See Us Now (der Titel ist ein Zitat aus dem Lied So Strange I Remember You vom Album Illusion of Safety).
In der ersten Hälfte des Jahres 2005 verbrachte die Band viel Zeit im Studio, zusammen mit Produzent Steve Osborne. Das Resultat wurde am 18. Oktober 2005 unter dem Namen Vheissu veröffentlicht. Es unterschied sich stilistisch relativ stark vom Vorgänger, enthielt mehr Tempowechsel, elektronische Elemente und war eher durch eine melancholisch-düstere Stimmung geprägt. Die Verkaufszahlen lagen weit hinter denen des Vorgängers zurück, dafür wurde es für den New Pantheon Music Award nominiert. 2006 erschien die Red-Sky-EP mit zwei neuen Studiosongs und vier Liveaufnahmen als letzte Veröffentlichung bei Island Records. Danach kam es zum Bruch mit dem Label. Die Band betont, dass man sich in Freundschaft getrennt habe. Die beiden Parteien hatten sich so geeinigt, dass die Band auf ausstehende Rückzahlungen für die Produktionskosten verzichtet, dafür aber die Rechte am Album zurückerhält.

### The Alchemy Index
Inzwischen verfügte die Band über ein eigenes Studio, in dem sie neues Material erarbeiten konnte. Thrice versuchte nicht, musikalisch an das Erfolgsalbum The Artist in the Ambulance anzuknüpfen, sondern entfernte sich mit dem vierteiligen Konzeptwerk The Alchemy Index noch weiter von ihren Wurzeln und stieß teilweise auch in Progressive-Rock-Bereiche vor. Gitarrist Teppei Teranishi übernahm auch die Aufgaben der Tontechnik und so verzichtete die Band zum ersten Mal auf einen externen Produzenten.
Das Projekt wurde in Form von vier EPs mit jeweils sechs Songs veröffentlicht, die musikalisch und thematisch den vier klassischen Grundelementen der Natur gewidmet sind: Feuer, Wasser, Erde, Luft. Jeweils zwei EPs wurden zu einer Veröffentlichung zusammengefasst: Am 16. Oktober 2007 erschien The Alchemy Index: Vols. I & II - Fire & Water. The Alchemy Index: Vols. III & IV - Earth & Air erschien am 18. April 2008.
Während die Musik auf Fire noch stark an die frühere Musik von Thrice erinnert, ging die Band mit Earth ganz neue Wege: Die gesamte Ausrüstung wurde in ein Wohnzimmer umgezogen und aufgenommen wurde mit nur zwei Stereomikrofonen. Die zentralen Instrumente waren akustische Gitarren, Banjo, Piano, Standbass und Posaune. Ziel war es, einen möglichst natürlichen Klang zu erreichen – eben so wie es sich anhört, wenn eine Band zusammen in einem Zimmer sitzt und spielt. Air ist die vielseitigste der vier EPs, hat als roten Faden aber eine gewisse melancholische Grundstimmung. Wie auf dem Vorgängeralbum Vheissu verwendete die Band elektronische Hilfsmittel, baute aber auch Aufnahmen aus der freien Natur (wie zum Beispiel das Rauschen von Blättern im Wind) mit ein. Water ist gemäß Aussagen der Band von einer „erdrückenden Traurigkeit“ geprägt.
Die jeweils letzten Songs der einzelnen EPs (Fire - The Flame Deluge; Water - Kings upon the Main; Air - Silver Wings; Earth - Child of Dust) zeichnen sich musikalisch dadurch aus, dass jeweils die gleiche Intonierung verwendet wurde und textlich aus der Ich-Perspektive des jeweiligen Elements erzählt wird.

### Frühzeitiger Leak des AlbumsBeggars
Im Juni 2009 verkündete die Plattenfirma Vagrant Records über Twitter, dass das neue Album den Titel 'Beggars' tragen werde und im Oktober 2009 erscheinen solle. Am 25. Juni berichtete das Musik-Magazin Visions, dass die Aufnahmen abgeschlossen seien. In einem Blogeintrag auf der bandeigenen Internetseite vom 16. Juli konkretisierte Schlagzeuger Riley Breckenridge das Erscheinungsdatum und nannte als Termin zunächst den 13. Oktober.
Nachdem das Album allerdings bereits drei Monate vor dem angekündigten Termin im Internet auftauchte, zog die Band die Veröffentlichung vor. So erschien das Album bereits am 11. August als Download über iTunes gefolgt von einer CD-Version mit Bonusmaterial im September.
Dustin Kensrue erklärte den Titel Beggars (auf Deutsch Bettler) im Juni in einem Eintrag auf dem offiziellen Studioblog der Band folgendermaßen:
„I think we are at most times deluded in thinking that we are totally responsible for our circumstances, but in the end almost everything is beyond our control to a high degree and we can’t even be sure we will wake up tomorrow. Whether you believe that God created you for a purpose, or that the world is governed by blind chance, everything in life is a gift at its core; we are beggars all.“
„Ich denke wir täuschen uns meistens, wenn wir denken, dass wir die volle Verantwortung für unsere Lage haben. Letztlich ist beinahe alles zu einem hohen Maße außerhalb unserer Kontrolle und wir können nicht mal sicher sein, am nächsten Tag aufzuwachen. Egal ob man dran glaubt, dass Gott einen aus einem bestimmten Grund erschaffen hat, oder dass die Welt von purem Zufall beherrscht wird, letztlich ist alles im Leben ein Geschenk; wir alle sind Bettler.“

### Rückschläge für die Band
Die auf das Album folgende Tour wurde durch verschiedene Schicksalsschläge für die Bandmitglieder unterbrochen. Während der Nordamerika-Tour im Herbst 2009 musste Gitarrist Teppei Teranishi die Band aus persönlichen Gründen zunächst verlassen und wurde von verschiedenen Gastmusikern vertreten. Im Januar 2010 erklärte er in einem Blog-Eintrag, dass seine Mutter verstorben sei und er deshalb eine geplante Tour in Großbritannien nicht wahrnehmen könne. Konnte Teppeis Ausfall noch kompensiert werden, mussten die Tourdaten einer weiteren Nordamerika-Tour im April des gleichen Jahres abgesagt werden, da Sänger Dustin Kensrue ebenfalls aufgrund eines Notfalls in seiner Familie abreisen musste. Im September 2010 gingen Thrice ins Studio um den Nachfolger von Beggars zu schreiben. Während der Arbeit verstarb der Vater der Brüder Riley (Schlagzeug) und Ed Breckenridge (Bass), weshalb auch die Studiozeit unterbrochen werden musste. Darüber hinaus wurde während dieser Zwangspause ein Depot aufgebrochen und ausgeraubt, in dem die Band verschiedene Instrumente zwischenlagerte. Laut Aussage der Band war aufgrund der Studiozeit allerdings die Mehrheit der Instrumente im Studio, so dass der Arbeitsprozess am neuen Album nicht behindert wurde.

### Major/Minor
Die in den seit September 2010 stattfindenden Studio-Sitzungen entstandenen Stücke wurden im Mai 2011 in den Red Bull Studios in Los Angeles aufgenommen. Seit den Aufnahmen zu Vheissu war es das erste Mal, dass die Band außerhalb ihres selbst gebauten Studios aufnahm. Das siebte Studioalbum der Band ist unter dem Titel Major/Minor am 20. September 2011 bei Vagrant Records veröffentlicht worden. Es enthält elf Lieder und wurde von Dave Schiffman produziert.

### Auszeit und Comeback 2015
Am 21. November 2011 erklärte Dustin Kensrue auf dem Blog der Band, dass die Band eine Auszeit auf nicht absehbare Zeit nehmen werde. Kensrue begründete dies mit der wachsenden Verpflichtung gegenüber seiner Familie, insbesondere seinen drei Töchtern. Zu Beginn des Statements betonte er jedoch, dass dies nicht das Ende der Band sei, er sich allerdings zurzeit nicht mehr in der Lage sehe, seinen Verpflichtungen nachzukommen.
Im Blog und dem offiziellen Twitter-Account veröffentlichte die Band Ende Dezember 2014 ein Foto mit der Aufschrift „Thrice 2015“.
Seit Mitte 2015 gingen Thrice wieder auf Tour und kündigten im November 2015 über den offiziellen Facebook-Account ein neues Album für das Jahr 2016 an. Die Idee wieder als Band aufzutreten kam laut Aussage der Band bei dem Besuch eines Brand New Konzerts. Das Album mit dem Titel To Be Everywhere Is to Be Nowhere erschien im Mai 2016 begleitet von den ersten Thrice-Konzerten in Europa seit 2010.

### Musikalische Entwicklung nach dem Comeback
Bei diversen Interviews zum Erscheinen von To Be Everywhere Is To Be Nowhere äußerten sich die Bandmitglieder positiv hinsichtlich der Zukunft der Band und bekräftigten auch zukünftig neue Musik veröffentlichen zu wollen. Während einer US-Tour mit Rise Against und den Deftones im Sommer 2017 begann die Band bereits erste Songs für ein neues Album zu schreiben und erklärte in einem Interview eine Veröffentlichung im Sommer 2018 anzupeilen. Im Februar 2018 begann die Band mit den Aufnahmen zu ihrem 10. Studioalbum. Wie schon bei den Alchemy Index EPs und Major/Minor übernahm Teppei Teranishi die Rolle des Produzenten. Während den Aufnahmen meldete sich die Band über ihre Social-Media-Kanäle aus dem Studio und bat die Fans, Teile eines neuen Songs einzusingen und der Band zu schicken, welche plante, die Einsendungen im finalen Song zusammenzumischen. Anfang Juni verkündete die Band einen Labelwechse hin zu Epitaph Records und veröffentlichte dort den ersten neuen Song The Grey. Auf ihrer Europatour im Juni 2018 spielten sie The Grey erstmals live vor Publikum. Das neue Album mit dem Titel Palms wurde am 14. September 2018 veröffentlicht. Im November 2019 spielte die Band gemeinsam mit Refused als Co-Headliner mehrere Konzerte in Europa.
Nachdem die COVID-19-Pandemie die Band dazu zwang geplante Konzerte für das Jahr 2020 zu streichen, plante die Band im Juni 2021 eine US-Tour für denselben Herbst. Im Juli 2021 kündigte die Band dann für September 2021 ihr nächstes Album mit dem Titel Horizons/East an, welches über die Dauer von 2 Jahre geschrieben und von der Band in ihrem eigenen (neuen) New Grass Studio sowohl selbst produziert als auch gemixt wurde. Gleichzeitig wurde ein neuer Song Scavangers veröffentlicht. Laut Band wurden etwa 20 Songs geschrieben, wovon sich 10 auf dem neuen Album finden. Die restlichen sollen auf einem zugehörigen Album mit dem Titel Horizons/West veröffentlicht werden.

## Karitatives Engagement
Thrice sind bekannt dafür, dass sie einen bestimmten Teil der Einnahmen jedes Albums an karitative Organisationen spenden. So wurde mit The Illusion of Safety ein Jugendzentrum in Los Angeles und mit The Artist in the Ambulance die Syrentha Savio Endowment, eine Gesellschaft für Krebskranke, unterstützt.
Auch nach den eher bescheidenen Einnahmen des Albums Vheissu und dem gewagten Alchemy-Index-Projekt hält die Band an diesem Grundsatz fest. Ein Teil des Gewinns der Alchemy-Index-Platten geht an die Blood:Water Mission, die sich zum Ziel gesetzt hat, in Zusammenarbeit mit örtlichen Gruppen in Afrika 1000 Trinkwasser-Brunnen zu errichten.
Auf die Frage, ob es bei der zunehmenden Schwierigkeit, von der Musik leben zu können, nicht naheliegender wäre, Rücklagen für Kinder und Familie zu bilden, anstatt das Geld zu spenden, antwortete Eddie Breckenridge: „Als ich sagte, wir seien nicht eben reich, meinte ich das nicht aus globaler Sicht, sondern vom amerikanischen Standpunkt aus. Wenn wir uns mit unterentwickelten Ländern vergleichen, sind wir alleine deshalb schon reich, weil wir fließendes Wasser haben und uns ein Auto leisten können. Das ist mehr, als ein großer Prozentsatz der Menschheit je haben wird.“

## Diskografie

### Studioalben
| Jahr | Titel                             | Höchstplatzierung, Gesamtwochen, AuszeichnungChartplatzierungen (Jahr, Titel, Platzierungen, Wochen, Auszeichnungen, Anmerkungen) | Höchstplatzierung, Gesamtwochen, AuszeichnungChartplatzierungen (Jahr, Titel, Platzierungen, Wochen, Auszeichnungen, Anmerkungen) | Höchstplatzierung, Gesamtwochen, AuszeichnungChartplatzierungen (Jahr, Titel, Platzierungen, Wochen, Auszeichnungen, Anmerkungen) | Höchstplatzierung, Gesamtwochen, AuszeichnungChartplatzierungen (Jahr, Titel, Platzierungen, Wochen, Auszeichnungen, Anmerkungen) | Höchstplatzierung, Gesamtwochen, AuszeichnungChartplatzierungen (Jahr, Titel, Platzierungen, Wochen, Auszeichnungen, Anmerkungen) | Anmerkungen                              |
| Jahr | Titel                             | DE | AT | CH | UK | US | Anmerkungen                              |
| ---- | --------------------------------- | --- | --- | --- | --- | --- | ---------------------------------------- |
| 2000 | Identity Crisis                   | — | — | — | — | — | Erstveröffentlichung: Juni 2000          |
| 2002 | The Illusion of Safety            | — | — | — | — | — | Erstveröffentlichung: 5. Februar 2002    |
| 2003 | The Artist in the Ambulance       | — | — | — | — | US16 (12 Wo.)US | Erstveröffentlichung: 22. Juli 2003      |
| 2005 | Vheissu                           | — | — | — | — | US15 (7 Wo.)US | Erstveröffentlichung: 18. Oktober 2005   |
| 2007 | The Alchemy Index Vols. I & II    | — | — | — | — | US24 (3 Wo.)US | Erstveröffentlichung: 16. Oktober 2007   |
| 2008 | The Alchemy Index Vols. III & IV  | — | — | — | — | US17 (2 Wo.)US | Erstveröffentlichung: 15. April 2008     |
| 2009 | Beggars                           | — | — | — | — | US47 (3 Wo.)US | Erstveröffentlichung: 9. August 2009     |
| 2011 | Major/Minor                       | — | — | — | — | US18 (2 Wo.)US | Erstveröffentlichung: 6. September 2011  |
| 2016 | To Be Everywhere Is to Be Nowhere | DE35 (1 Wo.)DE | AT33 (1 Wo.)AT | CH35 (1 Wo.)CH | UK62 (1 Wo.)UK | US15 (2 Wo.)US | Erstveröffentlichung: 27. Mai 2016       |
| 2018 | Palms                             | DE38 (1 Wo.)DE | AT27 (1 Wo.)AT | CH45 (1 Wo.)CH | — | US27 (1 Wo.)US | Erstveröffentlichung: 14. September 2018 |
| 2021 | Horizons/East                     | DE15 (1 Wo.)DE | AT57 (1 Wo.)AT | CH47 (1 Wo.)CH | — | — | Erstveröffentlichung: 17. September 2021 |

### EPs
- 1999: First Impressions
- 2003: Live from the Apple Store
- 2006: Red Sky
- 2008: The Myspace Transmissions
- 2010: Daytrotter Sessions
- 2019: Deeper Wells (Record Store Day Release)

Weitere Alben
- 2005: If We Could Only See Us Now (Videoalbum, US: Gold)
- 2008: Live at the House of Blues (Livealbum)
- 2009: The Alchemy Index
- 2012: Anthology (Livealbum)

### Singles
| Jahr | Titel Album                                      | Höchstplatzierung, Gesamtwochen, AuszeichnungChartplatzierungen (Jahr, Titel, Album, Platzierungen, Wochen, Auszeichnungen, Anmerkungen) | Höchstplatzierung, Gesamtwochen, AuszeichnungChartplatzierungen (Jahr, Titel, Album, Platzierungen, Wochen, Auszeichnungen, Anmerkungen) | Höchstplatzierung, Gesamtwochen, AuszeichnungChartplatzierungen (Jahr, Titel, Album, Platzierungen, Wochen, Auszeichnungen, Anmerkungen) | Höchstplatzierung, Gesamtwochen, AuszeichnungChartplatzierungen (Jahr, Titel, Album, Platzierungen, Wochen, Auszeichnungen, Anmerkungen) | Höchstplatzierung, Gesamtwochen, AuszeichnungChartplatzierungen (Jahr, Titel, Album, Platzierungen, Wochen, Auszeichnungen, Anmerkungen) | Anmerkungen                         |
| Jahr | Titel Album                                      | DE | AT | CH | UK | US | Anmerkungen                         |
| ---- | ------------------------------------------------ | --- | --- | --- | --- | --- | ----------------------------------- |
| 2003 | All That’s Left The Artist in the Ambulance      | — | — | — | UK69 (1 Wo.)UK | — | Erstveröffentlichung: 17. Juni 2003 |
| 2003 | Under a Killing Moon The Artist in the Ambulance | — | — | — | UK83 (1 Wo.)UK | — | Erstveröffentlichung: 1. Juli 2003  |

## Nebenprojekte
Dustin Kensrue betrieb ein Nebenprojekt namens „Ursus Veritas“, welches seit 2006 schlicht seinen Namen trägt. Musikalisch dreht sich das Projekt um Folksongs, Kensrue spielt Coverversionen und Eigenkompositionen; 2007 wurde ein Album namens „Please Come Home“ veröffentlicht.
Riley Breckenridge spielt seit 2013 in der Hard/Grindcore - Band Puig Destroyer Drums. Bassist Ed Breckenridge war 2014 kurzzeitig Mitglied der Band Angels & Airwaves, mit denen er allerdings nur ein Video drehte und anschließend - ohne Angabe von Gründen seitens der Band - wieder auseinanderging.  Außerdem spielen die Brüder Riley und Eddy Breckenridge zusammen in der Post-Hardcore Band Less Art, welche im Juli 2017 ihr Debütalbum veröffentlichte.